# Hamilton Camp
Hamilton Camp, född 30 oktober 1934 i London, död 2 oktober 2005 i Los Angeles i Kalifornien, var en brittiskfödd amerikansk sångare, låtskrivare, skådespelare och röstskådespelare.

## Tidigare liv
Camp föddes i London och evakuerade under andra världskriget till USA som barn med sin mamma och sina systrar. Han blev barnskådespelare på film och på scen. Han uppträdde med namnet Bob Camp och ändrade senare sitt namn till Hamilton efter ha gått med i subud.

## Karriär
Camps debut som folksångare började på Newport Folk Festival 1960 och han gjorde sin första inspelning tillsammans med Bob Gibson. Han uppträdde i nära hundra filmer och TV-program. Som skådespelare medverkade han som gäst i TV-serierna M*A*S*H, The Mary Tyler Moore Show, The Twilight Zone, Starsky och Hutch, Skål, The Andy Griffith Show, Bewitched och Lois & Clark (som gammal H.G. Wells). Han förekom i två avsnitt av Star Trek: Deep Space Nine som Leck och som en Ferengi och i ett avsnitt av Star Trek: Voyager som en Malonfraktpilot.
Han gjorde professor Moriartys engelskspråkiga röst i animeserien Sherlock Hund och som Fenton Spadrig (även känd som Gizmokvack) i Disneys animerade TV-serie Ducktales. Han spelade rollen som gammal Malcolm Corley i Lucasarts datorspel Full Throttle. Han gjorde rösten som Prophet of Mercy i datorspelet Halo 2 från 2004. Han gjorde Greve Draculas röst i filmen Scooby-Doo och den motvillige varulven, och blev Disney Studios nya röst till Merlin efter Karl Swensons död. Han gjorde även röster för Hanna-Barbera.

## Privatliv och död
Hamilton Camp gifte med Rasjadah Lisa Jovita 1961 och hade sex barn. Hans fru avled 2002. Han avled 2 oktober 2005 i en hjärtinfarkt vid 70 års ålder, han efterlämnade sina sex barn och tretton barnbarn.

## Filmografi (i urval)
- 1978 – Himlen kan vänta
- 1981–1990 – Smurfarna (röst till Glufssmurfen och Musiksmurfen)
- 1984–1985 – Sherlock Hund (Professor Moriartys röst)
- 1987–1996 – Teenage Mutant Ninja Turtles (övriga röster)[1]
- 1987–1990 – Ducktales (Fenton Spadrigs röst)
- 1990 – Dick Tracy
- 1995 – Full Throttle (röst i datorspel)
- 1996–1997 – Lois & Clark

## Diskografi (urval)
- Bob Gibson and Bob Camp at the Gate of Horn (1961)
- Paths of Victory (1964)
- Here's to You (1967)
- Welcome to Hamilton Camp (1967)
- Skymonters With Hamid Hamilton Camp[2] (1973)
- Homemade Music[3] (Bob Gibson och Hamilton Camp) (1978)
- Mardi's Bard (2003)
- Sweet Joy (2005)

### Fotnoter
1. ↑  ”Technodrome”. http://www.thetechnodrome.com/voices.shtml. Läst 25 februari 2012.
2. ↑  AllMusic: Skymonters With Hamid Hamilton Camp
3. ↑  AllMusic: Homemade Music